# هوندا سي بي 77
هوندا سي بي 77(بالإنجليزية: Honda CB77)‏ هي دراجة نارية من تصنيع هوندا.